# 그리피체군

서포모제주 지도에 표시된 그리피체군의 위치

그리피체군(폴란드어: powiat gryficki)은 폴란드 서포모제주에 위치한 군으로 군청 소재지는 그리피체이며 면적은 1,018.19km2, 인구는 60,773명(2006년 기준), 인구 밀도는 60명/km2이다.
동쪽으로는 코워브제크군, 남동쪽으로는 워베스군, 남서쪽으로는 골레니우프군, 서쪽으로는 카미엔군, 북쪽으로는 발트해와 접한다. 6개 지방 자치체(3개 도시형 농촌, 3개 농촌)를 관할한다.

군기
군 문장